# عبد السلام الحلاوي
عبد السلام محسن الحلاوي (مواليد 28 يونيو 1989 في تونس) هو لاعب كرة قدم تونسي يلعب كحارس مرمى.

## مسيرة اللاعب
لعب سابقاً في النجم المتلوي ونادي أحد السعودي.

## روابط خارجية
- عبد السلام الحلاوي على موقع قاعدة بيانات كرة القدم.إي يو (الإنجليزية)
- عبد السلام الحلاوي على موقع Soccerway.com (الإنجليزية)
- عبد السلام الحلاوي على موقع عالم كرة القدم.نت (الإنجليزية)